# Österreich-Bibliothek Tiflis
Die Österreich-Bibliothek Tiflis wurde am 2. Mai 2000 in der georgischen Hauptstadt eröffnet und ist eine von derzeit 65 Österreich-Bibliotheken im Ausland, die von der österreichischen Auslandskulturpolitik in Kooperation mit lokalen Institutionen geführt werden. Sie ist institutionell der Staatlichen Ilia-Universität angegliedert.

## Beschreibung
Die Österreich-Bibliotheken im Ausland wurden seit 1986 auf Initiative des österreichischen Außenministeriums in mittlerweile 65 Städten gegründet. Der geografische Schwerpunkt liegt dabei auf Mittel-, Südost- und Osteuropa. Darüber hinaus gibt es auch in Zentralasien, Russland, Israel, der Türkei und in der Kaukasus-Region Österreich-Bibliotheken. Die Österreich-Bibliothek Tiflis wurde 2000 eröffnet und war zu diesem Zeitpunkt die erste Österreich-Bibliothek in der Region. Zielsetzung sind die Vermittlung österreichischer Literatur, Kultur und Sprache, der interkulturelle Dialog und die Durchführung wissenschaftlicher und kultureller Aktivitäten.
Die Österreich-Bibliothek befindet sich in einem Gebäude der Staatlichen Ilia-Universität und wird von Mitarbeitern der Universität betreut. Ansprechpartner der Österreich-Bibliothek in Georgien ist die Österreichische Botschaft Tiflis, in Wien wird die Österreich-Bibliothek vom Bundesministerium für Europa, Integration und Äußeres, der Österreichischen Gesellschaft für Literatur und der Österreichischen Akademie der Wissenschaften betreut.

## Bestand
Der Bestand der Österreich-Bibliothek Tiflis umfasst etwa 7600 Bücher, 400 audiovisuelle Medien und zahlreiche Periodika. Den Großteil des Bestandes machen deutschsprachige Belletristik sowie Sekundärliteratur zu Geschichte, Politik, Literaturwissenschaft, Landeskunde und Sprachvermittlung aus. Teil der Sammlung sind außerdem Übersetzungen österreichischer Literatur ins Georgische. Wie in allen 65 Österreich-Bibliotheken befindet sich in Kooperation mit dem Fürstentum Liechtenstein seit 2003 zudem ein „Liechtenstein-Regal“ in der Bibliothek. Die Kulturstiftung Pro Helvetia bestückt seit 2013 ein „Schweizer Regal“ in der Österreich-Bibliothek Tiflis. Zur Erweiterung und Aktualisierung des Bestandes erhält die Österreich-Bibliothek Tiflis jährlich ein Budget für Neuanschaffungen durch das Bundesministerium für Europa, Integration und Äußeres zugeteilt.
Die Recherche in den Beständen ist über einen Online-Katalog möglich. Die Nutzung der Ressourcen steht allen Interessierten offen, eine Ausleihe ist zu den Entlehnbedingungen der Universitätsbibliothek möglich.

## Aktivitäten

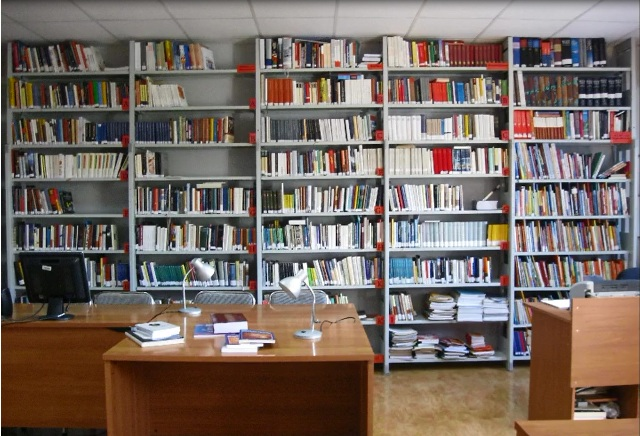
Räumlichkeiten der Österreich-Bibliothek Tiflis

Über den klassischen Bibliotheksbetrieb hinaus führt die Österreich-Bibliothek zahlreiche weitere kulturelle Aktivitäten durch. Dazu zählen Lesungen, Ausstellungen, wissenschaftliche Konferenzen oder Übersetzungs-Workshops. Auch Konzerte und Theateraufführungen (z. B. von Stücken Jura Soyfers oder Felix Mitterers „Kein Platz für Idioten“) zählen zum Programm. Zu Gast waren bislang etwa Brigitte Hamann, Renate Welsh, Evelyn Grill, Matthias Loibner, Ulrike Längle, Ludwig Laher, Manfred Chobot, Jutta Brunsteiner, Markus Köhle oder Helmuth Niederle. Auch mit Kulturschaffenden aus Liechtenstein und der Schweiz wie Iren Nigg, Hansjörg Quaderer, Annette Lory oder Barbara Schibl werden Veranstaltungen organisiert. Regelmäßig führt die Österreich-Bibliothek außerdem Veranstaltungen in anderen georgischen Städten (etwa in Zugdidi, Batumi, Oni oder Kutaisi) und erreicht so auch das georgische Publikum außerhalb der Hauptstadt.
Lehrveranstaltungen zu österreichischer Geschichte und Kultur sowie dem politischen System der Republik Österreich werden regelmäßig von der Österreich-Bibliothek Tiflis an der Staatlichen Ilia-Universität abgehalten. Die Bibliothek ist zudem ein lizenziertes Prüfungszentrum für die Erwerbung des Österreichischen Sprachdiploms Deutsch.